# Метью Каррано
Метью Томас Каррано (англ. Matthew Thomas Carrano; нар. 19 грудня 1969) — американський палеонтолог, що спеціалізується на вивченні еволюції динозаврів, куратор відділу динозаврів Смітсонівського інституту.
Його робота зосереджена на використанні філогенії динозаврів для вивчення макроеволюційних змін як у межах усієї групи, так і в межах окремих клад. Автор численних наукових публікацій та книг. Брав участь у палеонтологічних експедиціях на Мадагаскар. Є одним із авторів опису невеликого теропода з роду Masiakasaurus. Створює палебіологічну онлайн-базу даних під назвою Paleobiology Database.